# Maquira sclerophylla
Maquira sclerophylla là một loài thực vật có hoa trong họ Moraceae. Loài này được (Ducke) C.C.Berg mô tả khoa học đầu tiên năm 1969.